# Sofiivka (Berezivka), Berezivka
Sofiivka (în ucraineană Софіївка) este un sat în comuna Berezivka din raionul Berezivka, regiunea Odesa, Ucraina.

## Demografie
Componența lingvistică a localității Sofiivka
     Ucraineană (91,51%)
     Rusă (3,86%)
     Română (3,47%)
     Alte limbi (1,16%)
Conform recensământului din 2001, majoritatea populației localității Sofiivka era vorbitoare de ucraineană (91,51%), existând în minoritate și vorbitori de rusă (3,86%) și română (3,47%).